# Record afghani di atletica leggera
I record afghani di atletica leggera rappresentano le migliori prestazioni di atletica leggera stabilite dagli atleti di nazionalità afghana e ratificate dall'Afghanistan Athletic Federation.

## Outdoor

### Maschili
| Specialità             | Prestazione | Atleta                                                 | Data             | Evento                                               | Luogo                             | Note  |
| ---------------------- | --- | ------------------------------------------------------ | ---------------- | ---------------------------------------------------- | --------------------------------- | ----- |
| 100 m                  | 11.11 (0.0 m/s) | Masoud Azizi                                           | 12 aprile 2005   | Islamic Solidarity Games                             | Mecca, Arabia Saudita             |       |
| 100 m                  | 10.8 (ht) | Ishak                                                  | 1950             |                                                      | Kabul, Afghanistan                |       |
| 200 m                  | 22.31 (+0.4 m/s) | Said Gilani                                            | 4 giugno 2017    | 36. Nationales Pfingstsportfest                      | Zeven, Germania                   | [ 1 ] |
| 200 m                  | 22.2 (ht) | Moza Azimi                                             | 1940             |                                                      | ?                                 |       |
| 200 m                  | 22.2 (ht) | Fahim                                                  | 1947             |                                                      | ?                                 |       |
| 400 m                  | 49.0 (ht) | Habib Zareef                                           | 1963             |                                                      | Kabul, Afghanistan                |       |
| 400 m                  | 49.59 | Said Gilani                                            | 25 giugno 2017   | Norddeutsche Meisterschaften                         | Berlino, Germania                 | [ 2 ] |
| 800 m                  | 1:53.62 | Wais Ibrahim Khairandesh                               | 12 giugno 2016   | Portland Track Festival                              | Portland, Stati Uniti d'America   | [ 3 ] |
| 1500 m                 | 4:02.0 | Nesrulaha                                              | 1973             |                                                      | Kabul, Afghanistan                |       |
| 1500 m                 | 4:02.09 | Sebghatullah Ismail                                    | 9 settembre 2018 | Schweizer Nachwuchsmeisterschaften U20/U23           | Aarau, Svizzera                   | [ 4 ] |
| 3000 m                 | 8:52.57 | Aman Haidari                                           | 3 settembre 2010 |                                                      | Molde, Norvegia                   |       |
| 5000 m                 | 15:52.68 | Aman Haidari                                           | 6 agosto 2010    |                                                      | Ravnanger, Norvegia               |       |
| 10000 m                | 33:25.6 | Nouruddin                                              | 1961             |                                                      | Kabul, Afghanistan                |       |
| Mezza maratona         | 1:13:16 | Mohammad Karim Yaqoot                                  | 16 aprile 2011   |                                                      | Dušanbe, Tajikistan               | [ 5 ] |
| Maratona               | 2:28:46 | Waheed Karim                                           | 2 dicembre 1990  | Maratona Internazionale della California             | Sacramento, Stati Uniti d'America |       |
| 110 m ostacoli         | 15.45 | Said Gilani                                            | 17 giugno 2018   |                                                      | Papenburg, Germania               |       |
| 400 m ostacoli         | 54.19 | Said Gilani                                            | 10 giugno 2017   | Niedersächsische & Bremer Meisterschaften            | Gottinga, Germania                |       |
| 3000 m siepi           | 10:52.46 | Noor Ahmad Zoori                                       | 13 maggio 2017   |                                                      | Maria Enzersdorf, Austria         |       |
| Salto in alto          | 1.90 m | Abdoul Skour                                           | 1973             |                                                      | Kabul, Afghanistan                |       |
| Salto con l'asta       | 3.72 | Said Gilani                                            | 29 maggio 2014   | Nationales Himmelfahrtssportfest                     | Brema, Germania                   |       |
| Salto in lungo         | 7.53 m | Mohammadreza Firozkohi                                 | 12 aprile 2021   | 1st International Imam Reza Cup Athletics Tournament | Mashhad, Iran                     | [ 6 ] |
| Salto triplo           | 12.99 m | Mohammed Anwar                                         | 1940             |                                                      | Kabul, Afghanistan                |       |
| Getto del peso         | 13.50 m | Abdoul Hakim                                           | 1941             |                                                      | Kabul, Afghanistan                |       |
| Lancio del disco       | 39.90 m | Abdoul Hakim                                           | 1941             |                                                      | Kabul, Afghanistan                |       |
| Lancio del martello    | 17.44 m | Najibullah Najm                                        | 5 aprile 2004    | Giochi Sud Asiatici                                  | Islamabad, Pakistan               |       |
| Lancio del giavellotto | 49.59 | Said Gilani                                            | 28 giugno 2014   | Landesmeisterschaften Mehrkampf                      | Papenburg, Germania               | [ 7 ] |
| Decathlon              | 6136 pt. | Said Gilani                                            | 2-3 giugno 2018  | Niedersächsische & Bremer Meisterschaften            | Papenburg, Germania               | [ 7 ] |
| Decathlon              | 11.49 (100 m), 6.37 (lungo), 10.05 (peso), 1.64 (alto), 50.26 (400 m) / 15.89 (110 m h),32.41 (disco),3.60 (asta), 44.82 (giavellotto),4:45.41 (1500 m) |                                                        |                  |                                                      |                                   |       |
| Marcia 20 km (strada)  | |                                                        |                  |                                                      |                                   |       |
| Marcia 50 km (strada)  | |                                                        |                  |                                                      |                                   |       |
| Staffetta 4×100 metri  | 43.11 | Afghanistan                                            | 7 febbraio 2010  | Giochi Sud Asiatici                                  | Dacca, Bangladesh                 |       |
| Staffetta 4×400 metri  | 3:20.77 | Afghanistan Z. Wahab W. Khairandesh G. Zaher S. Koshal | 9 luglio 2017    |                                                      | Bhubaneswar, India                |       |

### Femminili
| Specialità                                                           | Prestazione      | Atleta              | Data              | Evento              | Luogo                             | Note   |
| -------------------------------------------------------------------- | ---------------- | ------------------- | ----------------- | ------------------- | --------------------------------- | ------ |
| 100 m                                                                | 13.29 (+0.3 m/s) | Kimia Yousofi       | 30 luglio 2021    | Giochi Olimpici     | Tokyo, Giappone                   | [ 8 ]  |
| 200 m                                                                | 30.39 (0.0 m/s)  | Kimia Yousofi       | 11 febbraio 2016  | Giochi Sud Asiatici | Guwahati, India                   | [ 9 ]  |
| 400 m                                                                | 1:26.51          | Muhadisa Daqiq      | 2 aprile 2016     |                     | High Point, Stati Uniti d'America |        |
| 800 m                                                                | 2:38.28          | Mehrangiz Bijanpoor | 19 agosto 2007    |                     | Oslo, Norvegia                    |        |
| 1500 m                                                               | 5:27.35          | Mehrangiz Bijanpoor | 3 giugno 2007     |                     | Asker, Norvegia                   |        |
| 3000 m                                                               | 11:51.02         | Mehrangiz Bijanpoor | 17 giugno 2007    |                     | Nadderud, Norvegia                |        |
| 5000 m                                                               |                  |                     |                   |                     |                                   |        |
| 5 km (strada)                                                        | 24:02 +          | Sahar Zamir         | 13 ottobre 2013   | Maratona di Chicago | Chicago, Stati Uniti d'America    | [ 10 ] |
| 10000 m                                                              |                  |                     |                   |                     |                                   |        |
| 10 km (strada)                                                       | 48:22 +          | Sahar Zamir         | 13 ottobre 2013   | Maratona di Chicago | Chicago, Stati Uniti d'America    | [ 10 ] |
| 15 km (strada)                                                       | 1:13:06 +        | Sahar Zamir         | 13 ottobre 2013   | Maratona di Chicago | Chicago, Stati Uniti d'America    | [ 10 ] |
| 20 km (strada)                                                       | 1:39:10 +        | Sahar Zamir         | 13 ottobre 2013   | Maratona di Chicago | Chicago, Stati Uniti d'America    | [ 10 ] |
| Mezza maratona                                                       | 1:45:06 +        | Sahar Zamir         | 13 ottobre 2013   | Maratona di Chicago | Chicago, Stati Uniti d'America    | [ 10 ] |
| Maratona                                                             | 3:16:47          | Layegha Hashemi     | 20 settembre 2009 | Maratona di Sidney  | Sydney, Australia                 |        |
| 100 m ostacoli                                                       |                  |                     |                   |                     |                                   |        |
| 400 m ostacoli                                                       |                  |                     |                   |                     |                                   |        |
| 3000 m siepi                                                         |                  |                     |                   |                     |                                   |        |
| Salto in alto                                                        |                  |                     |                   |                     |                                   |        |
| Salto con l'asta                                                     |                  |                     |                   |                     |                                   |        |
| Salto in lungo                                                       | 2.70 m           | Lola Vallelian      | 28 agosto 2010    |                     | Le Mouret, Svizzera               |        |
| Salto triplo                                                         |                  |                     |                   |                     |                                   |        |
| Getto del peso                                                       |                  |                     |                   |                     |                                   |        |
| Lancio del disco                                                     |                  |                     |                   |                     |                                   |        |
| Lancio del martello                                                  |                  |                     |                   |                     |                                   |        |
| Lancio del giavellotto                                               |                  |                     |                   |                     |                                   |        |
| Eptathlon                                                            |                  |                     |                   |                     |                                   |        |
| (100 m h), (alto), (peso), (200 m) / (lungo), (giavellotto), (800 m) |                  |                     |                   |                     |                                   |        |
| Marcia 20 km (strada)                                                |                  |                     |                   |                     |                                   |        |
| Staffetta 4×100 metri                                                |                  |                     |                   |                     |                                   |        |
| Staffetta 4×400 metri                                                |                  |                     |                   |                     |                                   |        |

## Indoor

### Maschili
| Specialità                                                   | Prestazione | Atleta                   | Data             | Evento                                                      | Luogo                           | Note   |
| ------------------------------------------------------------ | ----------- | ------------------------ | ---------------- | ----------------------------------------------------------- | ------------------------------- | ------ |
| 60 m                                                         | 7.25        | Masoud Azizi             | 31 ottobre 2009  | Campionati asiatici indoor                                  | Hanoi, Vietnam                  |        |
| 200 m                                                        | 27.44       | Vahid Rezae              | 27 gennaio 2007  |                                                             | Östersund, Svezia               |        |
| 400 m                                                        | 52.74       | Waleed Anwari            | 31 ottobre 2009  | Giochi asiatici indoor                                      | Hanoi, Vietnam                  |        |
| 600 m                                                        | 1:22.89     | Wais Ibrahim Khairandesh | 1º marzo 2013    | NJCAA Championships                                         | Lubbock, Stati Uniti d'America  | [ 11 ] |
| 800 m                                                        | 1:57.36     | Wais Ibrahim Khairandesh | 18 marzo 2016    | Campionati del mondo                                        | Portland, Stati Uniti d'America | [ 12 ] |
| 1000 m                                                       | 2:42.18     | Wais Ibrahim Khairandesh | 23 febbraio 2013 | Glendale Last Chance                                        | Glendale, Stati Uniti d'America | [ 13 ] |
| 1500 m                                                       | 4:07.14     | Dost Mohammed Sultani    | 12 febbraio 2015 | Innandørsstevne                                             | Sandnes, Norvegia               |        |
| 3000 m                                                       | 9:30.15     | Mohammad Karim Yaqout    | 12 febbraio 2015 | 22nd Fajr International Championships                       | Teheran, Iran                   |        |
| 60 m ostacoli                                                | 9.30        | Said Gilani              | 22 gennaio 2016  | Hallen-Meisterschaften                                      | Hannover, Germania              | [ 7 ]  |
| Salto in alto                                                | 1.70 m      | Said Gilani              | 15 febbraio 2014 | Hamburger und Schleswig-Holsteinische Hallenmeisterschaften | Amburgo, Germania               | [ 14 ] |
| Salto con l'asta                                             | 3.70 m      | Said Gilani              | 15 febbraio 2014 | Hamburger und Schleswig-Holsteinische Hallenmeisterschaften | Amburgo, Germania               | [ 14 ] |
| Salto in lungo                                               | 5.38 m      | Nassim Hosseini          | 15 gennaio 2011  |                                                             | Orléans, Francia                |        |
| Salto in lungo                                               | 5.98 m      | Said Gilani              | 15 febbraio 2014 | Hamburger und Schleswig-Holsteinische Hallenmeisterschaften | Amburgo, Germania               | [ 14 ] |
| Salto triplo                                                 | 11.00 m     | Nassim Hosseini          | 18 dicembre 2010 |                                                             | Orléans, Francia                |        |
| Getto del peso                                               |             |                          |                  |                                                             |                                 |        |
| Eptathlon                                                    |             |                          |                  |                                                             |                                 |        |
| (60 m), (lungo), (peso), (alto) / (60 m h), (asta), (1000 m) |             |                          |                  |                                                             |                                 |        |
| 5000 m marcia                                                |             |                          |                  |                                                             |                                 |        |
| staffetta 4×400 metri                                        |             |                          |                  |                                                             |                                 |        |

### Femminili
| Specialità                               | Prestazione | Atleta              | Data              | Evento                    | Luogo          | Note |
| ---------------------------------------- | ----------- | ------------------- | ----------------- | ------------------------- | -------------- | ---- |
| 60 m                                     | 9.19        | Tahmina Kohistani   | 13 febbraio 2012  |                           | Mashhad, Iran  |      |
| 200 m                                    | 35.41       | Mehrangiz Bijanpoor | 15 gennaio 2005   |                           | Oslo, Norvegia |      |
| 400 m                                    | 1:13.37     | Somayeh Rezaei      | 15 febbraio 2013  |                           | Teheran, Iran  |      |
| 800 m                                    | 2:47.42     | Somayeh Rezaei      | 15 febbraio 2013  |                           | Teheran, Iran  |      |
| 1500 m                                   | 5:53.68     | Madineh Ahmadi      | 15 febbraio 2013  |                           | Teheran, Iran  |      |
| 3000 m                                   |             |                     |                   |                           |                |      |
| 60 m ostacoli                            |             |                     |                   |                           |                |      |
| Salto in alto                            |             |                     |                   |                           |                |      |
| Salto con l'asta                         |             |                     |                   |                           |                |      |
| Salto in lungo                           | 3.59 m      | Mehrangiz Bijanpoor | 9 aprile 2005     |                           | Oslo, Norvegia |      |
| Salto triplo                             |             |                     |                   |                           |                |      |
| Getto del peso                           | 6.03 m      | Shakiba Fazeli      | 3 febbraio 2012   |                           | Mashhad, Iran  |      |
| Pentathlon                               |             |                     |                   |                           |                |      |
| (60 h), (alto), (peso), (lungo), (800 m) |             |                     |                   |                           |                |      |
| Marcia 3000 m                            | 23:20.47    | Parima Ahmadi       | 25 settembre 2005 | Giochi Islamici Femminili | Teheran, Iran  |      |
| staffetta 4x400                          | 4:53.96     | Afghanistan         | 15 febbraio 2013  |                           | Teheran, Iran  |      |

ht = tempo manuale

+ = tempo intermedio durante una distanza più lunga